# Heiko Richter
Heiko Richter (* 21. Januar 1969) ist ein ehemaliger deutscher Fußballspieler. In der höchsten Spielklasse des DDR-Fußballs, der Oberliga, spielte er in der Saison 1988/89 für die BSG Sachsenring Zwickau.

## Sportliche Laufbahn
Mit 15 Jahren schloss sich Heiko Richter 1984 der Betriebssportgemeinschaft (BSG) Sachsenring Zwickau an. Als die BSG Sachsenring nach zweijähriger Abwesenheit wieder ins ostdeutsche Oberhaus aufgestiegen war, gehörte der inzwischen zum Fahrzeugschlosser ausgebildete 1,76 Meter große Richter ab Beginn der Saison 1988/89 dem Kader der 1. Mannschaft an. Am 3. Spieltag der Saison wurde er von Trainer Udo Schmuck zum ersten Mal in einem Oberligaspiel eingesetzt und spielte im rechten Mittelfeld. Im Mittelfeld bestritt Richter auch seine nächsten sieben Oberligaeinsätze. Am 11. Spieltag wurde er in der 23. Minute so schwer verletzt, sodass er für die nächsten 13 Spieltage ausfiel. Lediglich bei den beiden letzten Saisonspielen konnte er noch einmal aufgeboten werden. 
Sachsenring Zwickau stieg nach einer Saison bereits wieder in die DDR-Liga ab und Richter wechselte ebenfalls in die Zweitklassigkeit zur SG Dynamo Eisleben, die zur Sportvereinigung Dynamo zählte. Von den 17 Ligaspielen der Hinrunde 1989/90 bestritt er 13 Partien, bei denen er nur siebenmal in der Startelf stand. Zu Beginn des Jahres 1990 wandelte sich die Polizeisportgemeinschaft infolge der wendebedingten Veränderungen in den zivilen Mansfelder SV Eisleben um, der den Platz des Vorgängers in der DDR-Liga übernahm. Heiko Richter fehlte zunächst bei den ersten vier Ligaspielen der Rückrunde und wurde danach sechsmal im zentralen Mittelfeld aufgeboten. Danach setzte ihn der Trainer Werner Hauptmann variabel auch in Angriff und Abwehr ein. 
Zur Saison 1990/91 verzichtete der MSV auf sein Startrecht in der NOFV-Liga, dem Nachfolger der DDR-Liga im nunmehr gesamtdeutschen Spielbetrieb. Daraufhin wechselte Richter zum NOFV-Ligisten Wacker 90 Nordhausen. Dort gelang es dem 21-Jährigen, erstmals eine Saison im Männerbereich ohne Unterbrechung durchzuspielen und sich zum Torjäger zu entwickeln. Hauptsächlich als Mittelfeldspieler eingesetzt, versäumte er nur eins der 30 Ligaspiele und wurde mit seinen neun Treffern Torschützenkönig seiner Mannschaft.
Anschließend verschwand Heiko Richter aus dem höherklassigen Fußball. In der zweiten Dekade des 21. Jahrhunderts tauchte er unter anderem als Co-Trainer bei den bayerischen Vereinen ASV Hollfeld und ASV Pegnitz auf.